# ザ・センチネル/陰謀の星条旗
『ザ・センチネル/陰謀の星条旗』（ザ・センチネル いんぼうのせいじょうき、原題: The Sentinel）は、2006年公開のアメリカ映画。ジェラルド・ペティヴィッチの小説『謀殺の星条旗』を原作としており、シークレットサービスのエージェント2人を主軸に展開するサスペンス・アクション。

## あらすじ
ピート・ギャリソンはシークレットサービス（SS）に勤務する20年来のベテラン警護官であり、レーガン大統領暗殺未遂事件では自ら銃弾を受けて大統領を守ったというSS内でも尊敬の絶えない伝説的な人物だが、女への手癖が悪く、親友で同僚のデイビッド・ブレキンリッジの妻を寝取って仲違いし、そして現在は警護対象である大統領夫人サラ・バレンタインと関係を持っていた。
ある時、ピートと親しい同僚の警護官チャーリー・メリウェザーが自宅前で何者かに暗殺され、かつての親友・デイビッドが捜査にあたり始める。そんな時期にピートは、タレ込み屋のウォルターより大統領暗殺計画が進行していることと、それにSSの人間が関わっていることを知り、その報告を受けたSSでは内通者捜しが始まる。また同時にピートの下に大統領夫人との関係を撮影した写真が送られてきて、脅迫を受け始める。
ピートは大統領夫人との関係から不審な行動が目立ち始めたためにデイビッドに疑われ始め、脅迫者が命令してきた行動が疑いに拍車をかける。ついに、ピートは極秘裏に監視対象とされる中、マリーンワン（大統領専用ヘリ）が撃ち落とされるという事件が発生。大統領は搭乗していなかったため、事なきを得たものの、この事件が原因で、ピートはいよいよ内通者とされてしまう。
ピートは逃亡の身となりながらも、身の潔白を証明するべく、暗殺犯と内通者を捜し始め、主任捜査官となったデイビッドが彼を追う。

## キャスト
※括弧内は日本語吹替
ピート・ギャリソン
演 - マイケル・ダグラス（小川真司）
シークレット・サービスのベテランエージェント。有能ではあるが非常に女癖が悪く、ファーストレディーとは不倫関係にある。かつて大統領の命を救った実績があるものの、管理職にはつけていない。
デイビッド・ブレキンリッジ
演 - キーファー・サザーランド（小山力也）
シークレット・サービスのトップ調査官。かつてはピートと親友同士だったが、妻を寝取られたことで今は恨みを抱いている。大統領暗殺の容疑者になり逃亡したピートを追跡する。
ジル・マリン
演 - エヴァ・ロンゴリア（小林さやか）
ピートの薦めでブレキンリッジの下に配属された優秀な新人エージェント。
サラ・バレンタイン
演 - キム・ベイシンガー（勝生真沙子）
ファーストレディ。ピートとは不倫関係にある。母はテネシー出身。
バレンタイン大統領
演 - デヴィッド・ラッシュ（田原アルノ）
フライフィッシングが好き。
ウィリアム・モントローズ
演 - マーティン・ドノヴァン（加藤亮夫）
内通者。しかし、このような行為をしたのは妻子を人質に取られたことが理由。このことから極悪人ではなく、最終的にテログループを裏切り、ピートたちの仲間になる。
ザ・ハンドラー
演 - リッチー・コスター
国家安全保障担当補佐官
演 - ブレア・ブラウン
ナンシー・アジュラム
演 - ナンシー・アジュラム 本人役
レバノンの女性歌手。
シンディ・ブレキンリッジ
演 - クリスティン・リーマン
ウォルター・グザヴィエ
演 - レイノール・シェイン
情報屋。ピートとは顔なじみ。事件に関わったことで殺害される。
オヴァーブロック局長
演 - チャック・シャマタ
コーテス部長代理
演 - ポール・カルデロン
チャーリー・メリウェザー
演 - クラーク・ジョンソン
ピートの同僚。デイビットの親友。何者かに殺害される。
アジズ・ハサッド
演 - ラウール・バネジャ
トム・ディパオラ
演 - サイモン・レイノルズ（仲野裕）
ピートの同僚。
ナンシー・メリウェザー
演 - グロリア・ルーベン
チャーリーの妻。
ミラー夫人
演 - ジャッキー・バロウズ（クレジットなし）